# Fritz Küster
Pour les articles homonymes, voir Kuster.
Fritz Küster (né le 12 décembre 1889 à Ober-Einzingen (de) - décédé le 13 avril 1966 à Hanovre) est un pacifiste et journaliste allemand.
Membre de la Deutsche Friedensgesellschaft depuis 1919, il en sera le président avec Ludwig Quidde de 1927 à 1929.

## Œuvres
- Articles dans le journal Das andere Deutschland.
- Die Hintermänner der Nazis: Von Papen bis Deterding. Hanovre, 1946.
- Vernunft in Ketten. Hanovre, 1946.
- Der Frieden muss erkämpft werden: Aufsätze eines deutschen Pazifisten Oldenburg, 1989  (ISBN 3-8142-0335-6)